# تو برای من (ترانه)
«تو برای من» (به انگلیسی: You for Me) ترانه‌ای دی‌جی بریتانیایی سیگالا و خوانندهٔ بریتانیایی ریتا اورا می‌باشد که در ۲ ژوئیهٔ سال ۲۰۲۱ از سوی مینستری آو ساوند و بی۱ ریکوردینگز منتشر گردید.